# グルタチオンペルオキシダーゼ
グルタチオンペルオキシダーゼ（glutathione peroxidase）は、主な生物学的役割が酸化的損傷からの有機体の保護であるペルオキシダーゼ活性を有する酵素ファミリーの一般名である。グルタチオンペルオキシダーゼの生化学的機能は、脂質ヒドロペルオキシドの対応するアルコールへの還元と遊離過酸化水素の水への還元である。

## アイソザイム
いくつかのアイソザイムが、異なる遺伝子にコードされている。遺伝子は細胞部位および基質特異性によって変化する。グルタチオンペルオキシダーゼ1（GPx1）は最も豊富なアイソザイムで、ほとんど全ての哺乳類組織の細胞質で見られ、過酸化水素を基質とする。グルタチオンペルオキシダーゼ4（GPx4）は脂質ヒドロペルオキシドに優先的で、ほとんどすべての哺乳類の細胞でごく低濃度で見られる。グルタチオンペルオキシダーゼ2（GPx2）は腸および細胞外に存在する。また、グルタチオンペルオキシダーゼ3（GPx3）も細胞外に存在するが、とりわけ血漿中で見られる。ヒトではこれまでグルタチオンペルオキシダーゼ1～8の8種類のアイソザイムが特定されている。

## 酵素反応
過酸化水素が基質の場合の反応式は以下のようになる。
{\displaystyle {\ce {2GSH\ + H2O2 -> GS-SG\ + 2H2O}}}
GSHはグルタチオンの単量体、GS-SGはグルタチオンジスルフィド
酸化されたグルタチオンはグルタチオンレダクターゼによって還元されることによりサイクルが完成する。
{\displaystyle {\ce {GS-SG\ + NADPH\ + H^+ -> 2GSH\ + NADP^+}}}　（NADPH：ニコチンアミドアデニンジヌクレオチドリン酸）

## 構造
哺乳類のGPx1、GPx2、GPx3そしてGPx4はセレン含有酵素であり、セレンタンパク質の一つであるGPx6はシステインを含むホモログが齧歯類で見られている。GPx1、GPx2およびGPx3はホモ四量体で、GPx4は単量体構造をとる。細胞膜およびオルガネラ膜の完全性はグルタチオンペルオキシダーゼに強く依存しており、またグルタチオンペルオキシダーゼの抗酸化能はセレンに強く依存している。

## 反応機構
反応はセレノシステイン部位で起こる。Se-が静止状態である。セレノシステイン部位はペルオキシドによってSeOHに酸化される。SeOHはGSH分子と結合してSe-SGとなり、別のGSH分子によってSe-に戻り副生成物としてGS-SGを遊離する。

## 発見
グルタチオンペルオキシダーゼは1957年にGordon C. Mills.によって発見された。